# Dário (1944–2021)
Dário lub Dário Alegria, właśc. Jurandir Dário Gouveia Damasceno dos Santos (ur. 5 kwietnia 1944 w Paracatu, zm. 9 października 2021) – brazylijski piłkarz, występujący na pozycji prawego pomocnika.

## Kariera klubowa
Karierę piłkarską Dário rozpoczął w klubie SE Palmeiras w 1965 roku. Z Palmeiras wygrał Torneio Rio - São Paulo w 1965, zdobył mistrzostwo stanu São Paulo – Campeonato Paulista w 1966 oraz Taça Brasil w 1967 roku.
W 1968 roku był zawodnikiem Fluminense FC, a w 1970 CR Flamengo. W 1971 roku występował w Américe Belo Horizonte. Z Amériką zdobył mistrzostwo Minas Gerais – Campeonato Mineiro w 1971 roku. Później występował w meksykańskim w C.F. Monterrey i Botafogo Ribeirão Preto.
W latach 1973–1974 był zawodnikiem CEUB Brasília. Z CEUB zdobył mistrzostwo Dystryktu Federalnego – Campeonato Brasiliense. W CEUB 25 sierpnia 1973 w zremisowanym 0-0 meczu z Botafogo FR Dário zadebiutował w lidze brazylijskiej. Także w CEUB rozegrał swój ostatni mecz w I lidze 22 maja 1974 w przegranym 0-2 meczu z Guarani FC. Później występował jeszcze w Caldense Poços de Caldas, Villi Nova AC oraz Olarii Rio de Janeiro.

## Kariera reprezentacyjna
W reprezentacji Brazylii Dário jedyny raz wystąpił 7 września 1965 w wygranym 3-0 meczu z reprezentacją Urugwaju.